# Olympische Sommerspiele 1960/Leichtathletik – 20 km Gehen (Männer)
Das 20-km-Gehen der Männer bei den Olympischen Spielen 1960 in Rom wurde am 2. September 1960 ausgetragen. 36 Athleten nahmen teil, von denen 28 das Ziel erreichten. Start und Ziel war das Stadio Olimpico.
Olympiasieger wurde Wolodymyr Holubnytschyj aus der Sowjetunion. Er gewann vor dem Australier Noel Freeman und dem Briten Stan Vickers.
Drei deutsche Geher nahmen teil. Dieter Lindner kam als Vierter ins Ziel, Hannes Koch als Sechzehnter. Siegfried Lefanczik wurde disqualifiziert, ebenso der Schweizer Gabriel Reymond, dessen Mannschaftskamerad Louis Marquis Rang siebzehn erreichte. Geher aus Österreich nahmen nicht teil.

## Bestehende Bestleistungen / Rekorde
| Weltbestleistung   | 1:25:58 h   | Anatoli Wedjakow ( Sowjetunion) | Moskau, Sowjetunion (heute Russland) | 6. September 1959 |
| Olympischer Rekord | 1:31:27,4 h | Leonid Spirin ( Sowjetunion)    | Melbourne, Australien                | 28. November 1956 |

Anmerkungen zur Weltbestzeit:

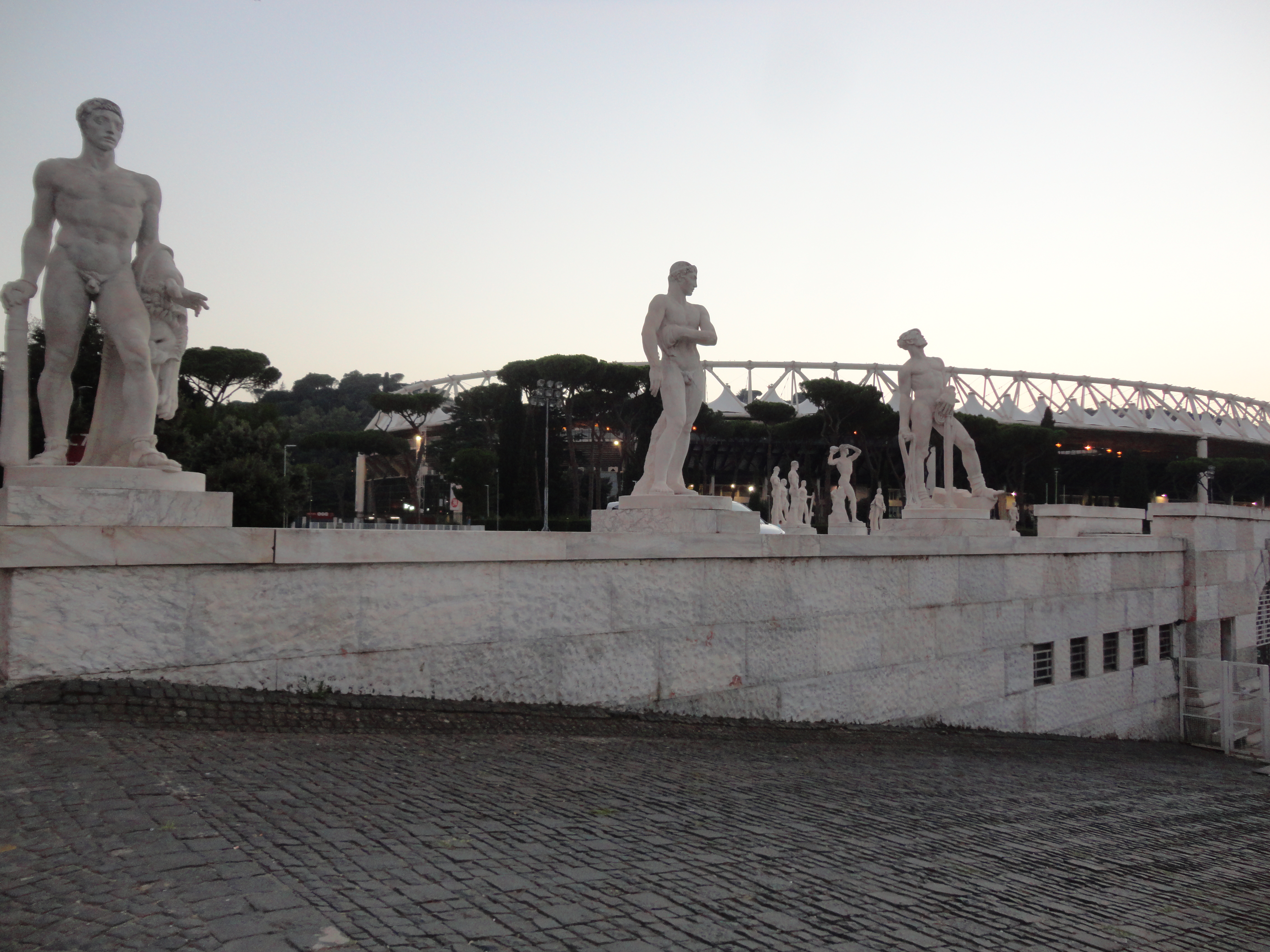
Viale dei Gladiatori vor dem Olympiastadion im Jahr 2018

- Weltrekorde wurden damals im Straßengehen wegen der unterschiedlichen Streckenbeschaffenheiten nicht geführt.
- Es gab allerdings Weltrekorde für die auf Bahnen in einem Stadion erzielten Zeiten. Den damals gültigen Weltrekord hielt der sowjetische Geher Wolodymyr Holubnytschyj mit 1:27:05,0 h, aufgestellt am 23. September 1958 in Simferopol (Sowjetunion).[2]

Der bestehende olympische Rekord wurde hier in Rom nicht erreicht. Olympiasieger Wolodymyr Holubnytschyj verfehlte diesen Rekord um 2:49,8 min. Zur Weltbestleistung fehlten ihm 8:09,2 min.

## Streckenführung
Gestartet wurde im Olympiastadion. Nach zwei Runden auf der Aschenbahn führte die Route aus dem Stadion heraus über die Straßen Roms, auf die Viale dei Gladiatori, dann nach links in die Via Morra di Lauriano und gleich wieder nach links in einen Rundkurs, der dreizehnmal zu absolvieren war. Er führte über die Viale delli Olimpiadi, nach rechts in die Via Napoleone Canevaro, nach einem Bogen über die Lungetevere Maresciallo Cadorna zurück zur Via Morra die Lauriano. Im Anschluss an die dreizehnte Runde ging es dann wieder zurück zum Olympiastadion.

## Durchführung des Wettbewerbs
Es gab keine Qualifikationsrunden in dieser Disziplin. Alle gemeldeten Teilnehmer traten am 2. September zum Wettkampf an.

## Wettkampfverlauf und Endergebnis

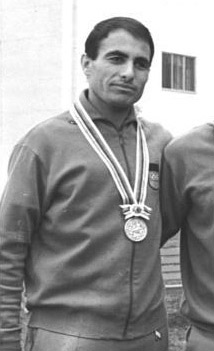
Der viertplatzierte Dieter Lindner im Jahr 1964 nach Olympiasilber in Tokio

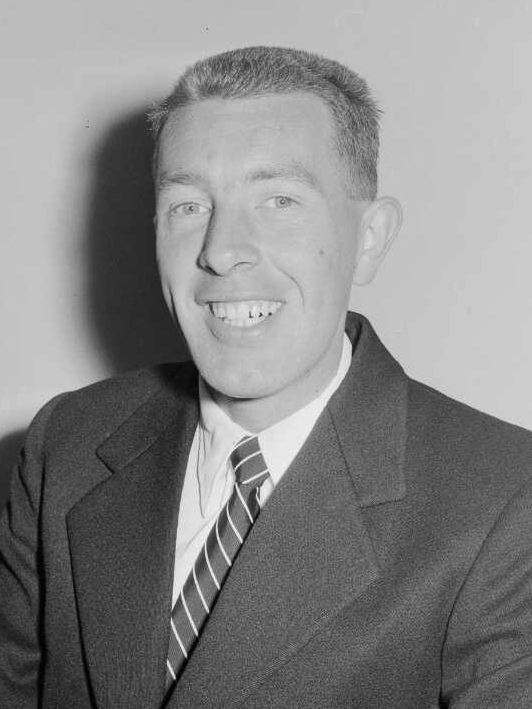
Rang fünf für den Olympiasieger von 1956 über 50 Kilometer Norman Read

Datum: 2. September 1960, 16:30 Uhr
| Platz | Name                    | Nation                | Zeit        |
| ----- | ----------------------- | --------------------- | ----------- |
| 1     | Wolodymyr Holubnytschyj | Sowjetunion           | 1:34:07,2 h |
| 2     | Noel Freeman            | Australien            | 1:34:16,4 h |
| 3     | Stan Vickers            | Großbritannien        | 1:34:56,4 h |
| 4     | Dieter Lindner          | Deutschland           | 1:35:33,8 h |
| 5     | Norman Read             | Neuseeland            | 1:36:59,0 h |
| 6     | Lennart Back            | Schweden              | 1:37:17,0 h |
| 7     | John Ljunggren          | Schweden              | 1:37:59,0 h |
| 8     | Ladislav Moc            | Tschechoslowakei      | 1:38:32,4 h |
| 9     | Alex Oakley             | Kanada                | 1:38:46,0 h |
| 10    | Eric Hall               | Großbritannien        | 1:38:54,0 h |
| 11    | Ronald Crawford         | Australien            | 1:39:16,2 h |
| 12    | Henri Delerue           | Frankreich            | 1:39:37,6 h |
| 13    | George Hazle            | Südafrikanische Union | 1:40:16,2 h |
| 14    | Lennart Carlsson        | Schweden              | 1:40:25,0 h |
| 15    | Tommy Kristensen        | Dänemark              | 1:41:07,6 h |
| 16    | Hannes Koch             | Deutschland           | 1:41:53,4 h |
| 17    | Louis Marquis           | Schweiz               | 1:41:59,6 h |
| 18    | Charles Sowa            | Luxemburg             | 1:42:43,8 h |
| 19    | Ronald Zinn             | USA                   | 1:42:47,0 h |
| 20    | Zora Singh              | Indien                | 1:43:19,8 h |
| 21    | Stefano Serchinich      | Italien               | 1:43:58,6 h |
| 22    | Luigi De Rosso          | Italien               | 1:45:04,2 h |
| 23    | Bob Mimm                | USA                   | 1:45:09,0 h |
| 24    | Rudy Haluza             | USA                   | 1:45:11,0 h |
| 25    | Leo Rosschou            | Dänemark              | 1:46:35,8 h |
| 26    | Gianni Corsaro          | Italien               | 1:46:47,2 h |
| 27    | Khalifa Bahrouni        | Tunesien              | 1:47:09,6 h |
| 28    | Naoui Zlassi            | Tunesien              | 1:55:21,0 h |
| DNF   | Ken Matthews            | Großbritannien        |             |
| DSQ   | Tibor Balajcza          | Ungarn                |             |
| DSQ   | Mohamed Ben Lazhar      | Tunesien              |             |
| DSQ   | Siegfried Lefanczik     | Deutschland           |             |
| DSQ   | Gabriel Reymond         | Schweiz               |             |
| DSQ   | Ajit Singh              | Indien                |             |
| DSQ   | Gennadi Solodow         | Sowjetunion           |             |
| DSQ   | Anatoli Wedjakow        | Sowjetunion           |             |
| DNS   | Eugen Filipescu         | Rumänien              |             |

Der Brite Ken Matthews übernahm zunächst die Führung, doch nach fünf Kilometern wurde er von dem sowjetischen Geher Wolodymyr Holubnytschyj abgelöst. Matthews verlor immer mehr an Boden und gab das Rennen später auf, Holubnytschyjs Landsmann Gennadi Solodow wurde nach fünfzehn Kilometern auf Rang zwei liegend disqualifiziert. Bis dahin hatte der auf Rang drei gehende Australier Noel Freeman über eine Minute Rückstand auf den Führenden. Freeman zog das Tempo stark an, mit dem britischen Europameister Stan Vickers und den beiden Deutschen Dieter Lindner und Siegfried Lefanczik im Gefolge. Lefanczik wurde kurz darauf disqualifiziert. Freeman konnte sich im weiteren Verlauf von seinen Mitstreitern absetzen und kam bis auf neun Sekunden an Holubnitschyj heran, erreichte ihn jedoch nicht mehr. So gab es Gold für den sowjetischen Geher und Silber für den Australier. Vickers folgte vierzig Sekunden später und gewann Bronze. Lindner auf Platz vier hatte weitere 37 Sekunden Rückstand auf den Briten.
Der schwedische Geher John Ljunggren, 1948 Olympiasieger über 50 km, erreichte hier noch einmal einen ausgezeichneten siebten Platz.
Zwischenzeiten:
- 5 km – 22:11,4 min Matthews / 22:18,4 min Freeman / 22:27,8 min Holubnytschyj / 22:33,6 min Solodow / 22:40,0 min Vickers / 23:21,8 min Wedjakow / 23:27,0 min Oakley
- 10 km – 45:13,4 min Holubnytschyj / 45:32,2 min Matthews / 45:37,0 min Freeman / 46:14,8 min Solodow / 47:17,6 min Vickers u. Wedjakow
- 15 km – 1:08:41,8 h Holubnytschyj / 1:09:23,8 h Solodow / 1:09:46,2 h Freeman / 1:10:10,8 h Vickers / 1:10:34,2 h Lindner / 1:11:30,2 h Lefanczik

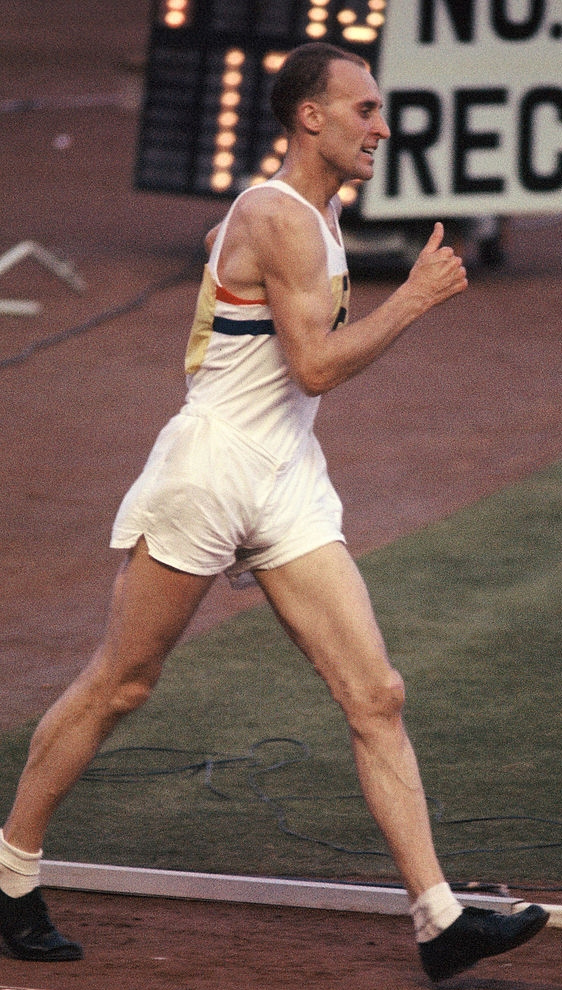
Ken Matthews erreichte nicht das Ziel
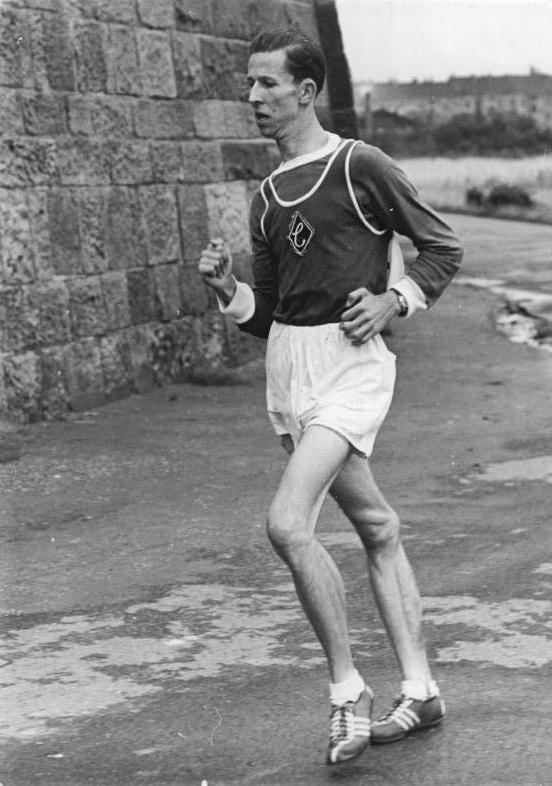
Siegfried Lefanczik wurde disqualifiziert

## Videos
- 1960 Olympics Noel Freeman Silver 20km Walk, youtube.com, abgerufen am 16. Oktober 2017